# Jean Baptiste Chabot
Jean Baptiste Chabot, född den 16 februari 1860 i Vouvray, Indre-et-Loire, död den 7 januari 1948 i Paris, var en fransk orientalist.
Chabot studerade teologi i Louvain och blev teologie doktor där 1892, ägnade sig därefter åt orientaliska språkstudier i Paris och företog 1893–1894 en resa till Palestina för arkeologiska forskningar. År 1896 fick han av Académie des inscriptions et belles-lettres i uppdrag att biträda vid utgivningen av Corpus Inscriptionum Semiticarum och ledde 1897 en arkeologisk expedition till Syrien. Flera gånger prisbelönt av nämnda akademi blev han 1917 dess ordinarie ledamot. Chabot var initiativtagare till och en av huvudredaktörerna för samlingsverket Corpus Scriptorum Christianorum Orientalium, vars första band utkom 1903 och av vars band Chabot ombesörjde ett stort antal. Hans fack var syriska, på vilket område han dessutom utförde en mängd viktiga undersökningar. Bland skrifter i övrigt märks Répertoire d'épigraphie sémitique (I–III, 1900–1917) och Les langues et les littératures araméennes (1910). Chabot översatte även syriska och nestorianska krönikor till franska.